# Il Cairo
Il Cairo (in arabo القاهرة‎?, al-Qāhira) è la capitale dell'Egitto. Situata poco a sud rispetto al delta del Nilo, conta circa 18 milioni di abitanti nel governatorato omonimo e circa 20,4 milioni di residenti nell'area metropolitana adiacente, creando la megalopoli cairota: il Grande Cairo (in arabo القاهرة الكبرى‎?, Al-Qāhira al-kubrā). Il Cairo è pertanto la città più popolosa dell'Africa e del mondo arabo, l'agglomerato urbano africano più popoloso e la seconda area metropolitana africana più popolosa dopo Lagos.
Il Cairo viene spesso chiamata con il nome Miṣr (in arabo مصر‎?, pronunciato Maṣr in lingua araba egiziana), termine utilizzato anche per riferirsi all'intero Egitto che quindi ne enfatizza la centralità per la nazione stessa.

## Origine del nome
Il nome arabo "al-qāhira", dal calco greco, significa "la conquistatrice". È stato dato alla città dai Fatimidi guidati da Jawhar al-Siqilli che, dopo avere espulso la dinastia ikhshidide, la fondarono a immediato ridosso dei precedenti insediamenti arabi di Fusṭāṭ (epoca del califfato "ortodosso"), di al-ʿAskar (età abbaside) e di al-Qaṭāʾiʿ (età tulunide), con l'auspicio che la nuova dinastia potesse assoggettare il mondo islamico e restaurare a proprio vantaggio il califfato che essa riteneva usurpato dagli Abbasidi. Non fu l'ultima dinastia a insediarsi in questa città, perché essa divenne capitale degli Ayyubidi e dei Mamelucchi, cadendo infine sotto il controllo degli Ottomani che peraltro vi mantennero a lungo, come vassalli, gli sconfitti Mamelucchi.
Dopo la spedizione di Napoleone I in Egitto e in Vicino Oriente il Paese fu affidato dagli Ottomani a un wālī (governatore), nella persona di Mehmet Ali, il cui ultimo discendente Fārūq fu deposto nel 1952 dal colpo di Stato dei Liberi Ufficiali di Muḥammad Nagīb e di Gamāl ʿAbd al-Nāṣir.

## Geografia politica

### Territorio
Il Cairo si trova su riva e sulle isole del Nilo, nel nord dell'Egitto, immediatamente a sud del punto in cui il fiume abbandona il corso del deserto e si rompe in due rami che formano la regione del delta del Nilo. Complessivamente la città ricopre un'area di 214 chilometri quadri ed è situata a un'altezza media di 68 metri sopra il livello del mare. Il territorio cittadino comprende anche le due isole di Gezīra (الجزيرة) con il quartiere di Zamalek e Roda (الروضة) e si estende fino a Giza.
La parte più antica della città è sorta a est del Nilo, successivamente si è sviluppata verso ovest, incorporando i terreni agricoli vicino al fiume. Questa parte occidentale della città è stata costruita sul modello di Parigi dal Chedivè Ismāʿīl a metà del XIX secolo, ed è caratterizzata da ampi viali, giardini pubblici e spazi aperti.
La zona orientale più antica è invece molto differente: è cresciuta in maniera disordinata nei secoli e presenta piccole viuzze affollate. Mentre la parte occidentale del Cairo ospita palazzi governativi ed è contraddistinta da architetture moderne, quella orientale è disseminata di centinaia di antiche moschee di maggiore o minor grandezza.
Alcuni ponti collegano le isole sul Nilo di Gezīra e Roda, dove vi sono molti uffici e palazzi governativi. Altri ponti attraversano completamente il Nilo collegando la periferia di Giza (al-Jīza) con il resto della città.
La città con il suo agglomerato urbano comprende inoltre tre centri minori: Imbaba, Eliopoli e Giza. La zona ovest di Giza, oltre il deserto, è parte dell'antica necropoli di Menfi dove sono situate le piramidi egizie più famose, tra cui la grande Piramide di Cheope (l'unica sopravvissuta delle antiche sette meraviglie del mondo). Circa 18 km a sud della città moderna, si trova la città di Menfi e, poco distante, la necropoli di Saqqāra. Queste ultime due sono le città predecessori dell'antico Cairo.
La città ospita anche il più importante Museo Egizio del mondo.
Secondo la Organizzazione Mondiale della Sanità, il livello di inquinamento atmosferico al Cairo è quasi 12 volte superiore al livello di sicurezza raccomandato.

### Clima

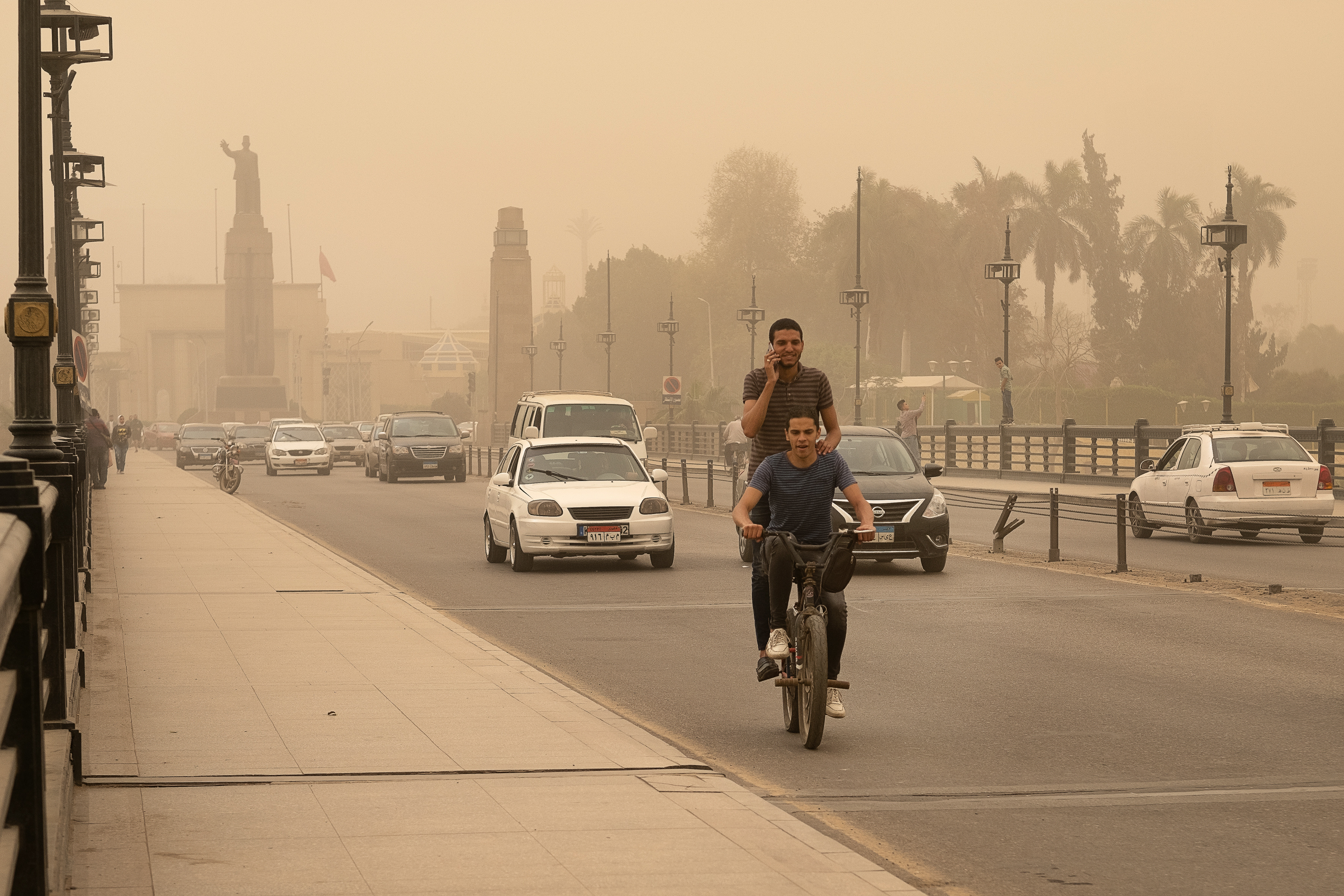
Tempesta di sabbia nell'aprile del 2020

Il clima del Cairo è sostanzialmente di tipo subtropicale arido, con scarse precipitazioni concentrate nel semestre fresco e lunghissimi periodi di siccità. Già nei mesi primaverili i venti caldi del deserto possono far schizzare il termometro oltre i 35-37 gradi, mentre l'estate si protrae fino all'inizio di novembre, con temperature medie vicine ai 30 °C nei mesi più caldi e UR relativamente basse nelle ore centrali. L'inverno è mite e non sono noti casi di valori termici sotto lo zero (il valore più basso mai registrato è pari a 0,8 °C) e comunque anche sotto i 5 °C si scende molto raramente. D'estate i 35 gradi si superano di frequente, con minime quasi mai sotto i 20-22 gradi (come peraltro accade anche in varie città mediterranee).
| Mese                              | Gen  | Feb  | Mar  | Apr  | Mag  | Giu  | Lug  | Ago  | Set  | Ott  | Nov  | Dic  | Anno |
| --------------------------------- | ---- | ---- | ---- | ---- | ---- | ---- | ---- | ---- | ---- | ---- | ---- | ---- | ---- |
| Temperature minime mensili (°C)   | 9,0  | 9,7  | 11,6 | 14,6 | 17,7 | 20,1 | 22,0 | 22,1 | 20,5 | 17,4 | 14,1 | 10,4 | 15,8 |
| Temperature mensili medie (°C)    | 14,0 | 15,0 | 17,6 | 21,5 | 24,9 | 27,0 | 28,4 | 28,2 | 26,6 | 23,3 | 19,5 | 15,4 | 21,8 |
| Temperature massime mensili (°C)  | 18,9 | 20,4 | 23,5 | 28,3 | 32,0 | 33,9 | 34,7 | 34,2 | 32,6 | 29,2 | 24,8 | 20,3 | 27,8 |
| Precipitazioni medie mensili (mm) | 5.0  | 3.8  | 3.8  | 1.1  | 0.5  | 0.1  | 0.0  | 0.0  | 0.0  | 0.7  | 3.8  | 5.9  |      |

## Storia
Il vasto sistema idrico ha anche permesso alla città di espandersi a oriente oltre la posizione locale del Cairo; questa zona sarebbe stata troppo distante dal corso antico del Nilo per poterne trarre giovamento. Appena a sud della città odierna si trovano le rovine di Menfi, l'antica capitale dell'Egitto fondata nel 3100 a.C. circa da Menes dopo che egli ebbe unito i due regni dell'Alto e Basso Egitto, anche se la capitale successivamente è stata trasferita a Heliopolis, più a sud di Tebe e sotto la dinastia tolemaica, ad Alessandria d'Egitto.
Il primo insediamento nella zona dell'attuale Cairo fu un forte romano edificato attorno al 150 d.C., conosciuto come Fortezza di Babilonia, situato in prossimità di un antico canale egiziano che collegava il Nilo al Mar Rosso.
Una piccola cittadina copta crebbe lentamente attorno alla fortezza e fu contro la fortezza di babilonia che si scagliarono le armate di ʿAmr ibn al-ʿĀṣ, provenienti dalla Palestina. 
La battaglia portò nel 639 d.C. alla capitolazione dell'assediata Babilonia (le cui vestigia sono osservabili al di sotto del Museo Copto del Vecchio Cairo) e il conquistatore dette presto ordine che nell'area si edificasse un accampamento militare (fusṭāṭ) che divenne la capitale del neo-governatorato del quale ʿAmr divenne immediatamente titolare per volere del califfo ʿUmar ibn al-Khaṭṭāb.
Presa per accordo la città di Alessandria d'Egitto - città importantissima della cultura ellenistica e seconda alla sola Costantinopoli, piena di simpatizzanti per l'Impero bizantino sotto il quale l'Egitto sino ad allora si era trovato a vivere - ʿAmr si limitò a godere dei privilegi connessi alla sua carica, incontrando non poche critiche fino alla sua successiva deposizione da parte di ʿUthmān ibn ʿAffān.
Per tutto il periodo del califfato ortodosso l'Egitto non dette altra notizia di sé, se non per il forte malumore derivante dall'azione amministrativa del suo governatore ʿAbd Allāh ibn Saʿd b. Abī Sarḥ, che contribuì non poco all'assassinio del terzo califfo. Per tutto il periodo omayyade le cose non cambiarono e il Paese si avvantaggiò molto della saggia amministrazione del fratello del califfo ʿAbd al-Malik ibn Marwān, ʿAbd al-ʿAzīz ibn Marwān.
Ugualmente distratta fu l'azione abbaside in Egitto e fu per dar corso alle spinte regionalistiche e alle esigenze di decentralizzazione in un califfato ormai troppo dilatato per essere ben funzionante che Aḥmad ibn Ṭūlūn prese nel IX secolo il potere, avviando una felicissima rinascita del Paese, sia sotto il profilo economico, sia sotto quello politico e culturale.
Il nucleo originario dell'odierna città fu fondato invece a NE della città tulunide di al-Qaṭāʾīʿ (a sua volta sorta a NE dell'abbaside al-ʿAskar), al cui SO era sorto il primo insediamento arabo di al-Fusṭāṭ. La struttura primigenia del Cairo fu eretta nel 969 d.C., anno di fondazione, come città fortificata, in cui era destinato a risiedere e a governare l'Imām fatimide, e venne chiamata, in onore del pianeta Marte (in arabo al-Qāhir, "il Vittorioso", che al momento della fondazione era in ascendente, "la città soggiogatrice", ossia al-madīnat al-qāhira).
Fondatore del Cairo fu Jawhar al-Siqilli, generale arabo di origini siciliane.. 
Nel 1171 il curdo Saladino divenuto in precedenza il vizir fatimide, malgrado il suo Sunnismo, s'impadronì del potere alla morte dell'ultimo Imām, che non aveva figli ed eredi e a lui si deve la costruzione della cittadella (al-Qalʿa) che divenne fino al XIX secolo la sede visibile del potere politico e militare.
Al periodo ayyubide seguì quasi senza soluzione di continuità quello mamelucco, che finì con la conquista ottomana nel 1517.
Dopo quella sconfitta i Mamelucchi rimasero tuttavia a gestire la cosa pubblica in veste di vassalli del Sultano d'Istanbul che ai primi del XIX secolo inviò come suo governatore l'albanese Mehmet Ali. Iniziava così il periodo moderno del Paese.
Il Cairo, e in particolare la zona di Saqqara, è stato teatro a inizio del XX secolo delle gesta dell'ufficiale britannico, archeologo, agente segreto e guerrigliero per la causa araba Thomas Edward Lawrence, conosciuto come Lawrence d'Arabia.

## Cultura

### Università e accademie
L'Università al-Azhar è uno dei principali centri d'insegnamento religioso dell'Islam sunnita. Al-Azhar, che letteralmente significa "la Luminosa", fu fondata dagli Imām/califfi fatimidi sciiti-ismailiti nel X secolo, immediatamente dopo la conquista dell'Egitto da parte di Jawhar al-Ṣiqillī ed è considerata una tra le più antiche università ancora funzionanti del mondo.
Le prime università di tipo occidentale sono state l'Università del Cairo, statale, fondata nel 1908, e l'Università Americana del Cairo, privata, fondata nel 1919. Anche l'università di Eliopolis è una delle prime in Egitto.
Negli anni '70, è stata fondata l'Università di Helwan. Nell'ultimo ventennio, sono prolificate le università private tra cui l'Università Tedesca del Cairo.
Nella metropoli egiziana hanno sede anche molte accademie militari, linguistiche tra cui l'Accademia di lingua araba del Cairo, turistiche ed artistiche quale l'Accademia delle Arti del Cairo.

### Biblioteche e archivi
La Dār al-kutub è la più antica biblioteca moderna dell'Egitto. Ospita le raccolte sia della Biblioteca Nazionale che degli Archivi Nazionali.

### Musei
Al Cairo si trovano molti musei di ogni genere; tra i più importanti vi sono:
- Il Museo egizio del Cairo che ospita la più completa collezione di reperti archeologici dell'Antico Egitto al mondo. Gli oggetti in mostra sono 136 000 e molte altre centinaia di migliaia sono conservate nei magazzini.
- Il Grande museo egizio, nella periferia della città, vicino alla necropoli di Giza, ospita oltre 100.000 reperti dell'Antico Egitto.
- Il Museo nazionale della Civiltà egiziana che ospita una grande collezione di reperti dall'epoca dell'Antico Egitto sino all'arte egiziana moderna e contemporanea.
- Il Museo copto del Cairo nella zona di Mar Girgis nella Cairo Vecchia, contiene centinaia di reperti cristiani di ogni tipo, dalle icone ai tessuti fino a manoscritti di grande importanza.
- Il Museo d'arte islamica del Cairo è tra i più belli al mondo, con un repertorio raro.
- Il Museo dell'Agricoltura, voluto da Fu'ad I d'Egitto, è tra i più antichi al mondo.

### Teatri
- Il Teatro dell'Opera del Cairo ovvero il teatro riservato alla musica lirica della capitale egiziana (il cui originale era bruciato), costruito ex novo nell'isola nilotica di Gezira

## Luoghi del ricordo
Il Teatro chediviale dell'Opera, è stato uno dei teatri più belli del mondo, famoso per aver ospitato la prima dell'Aida, nel 1871. Fu completamente distrutto da un incendio nel 1971. A ricordarlo rimane solo la grande Piazza dell'Opera (Mīdān Ōberā) nel distretto di Ezbekiyya.

## Infrastrutture e trasporti
La città è servita dall'Aeroporto Internazionale del Cairo e dall'omonima metropolitana.
Un secondo aeroporto civile, lo Sphinx International Airport, è stato inaugurato nel 2018.

## Strutture sanitarie
- Ospedale Umberto I (Il Cairo) o l'Ospedale italiano del Cairo.
- Ospedale copto (Il Cairo).

## Galleria d'immagini

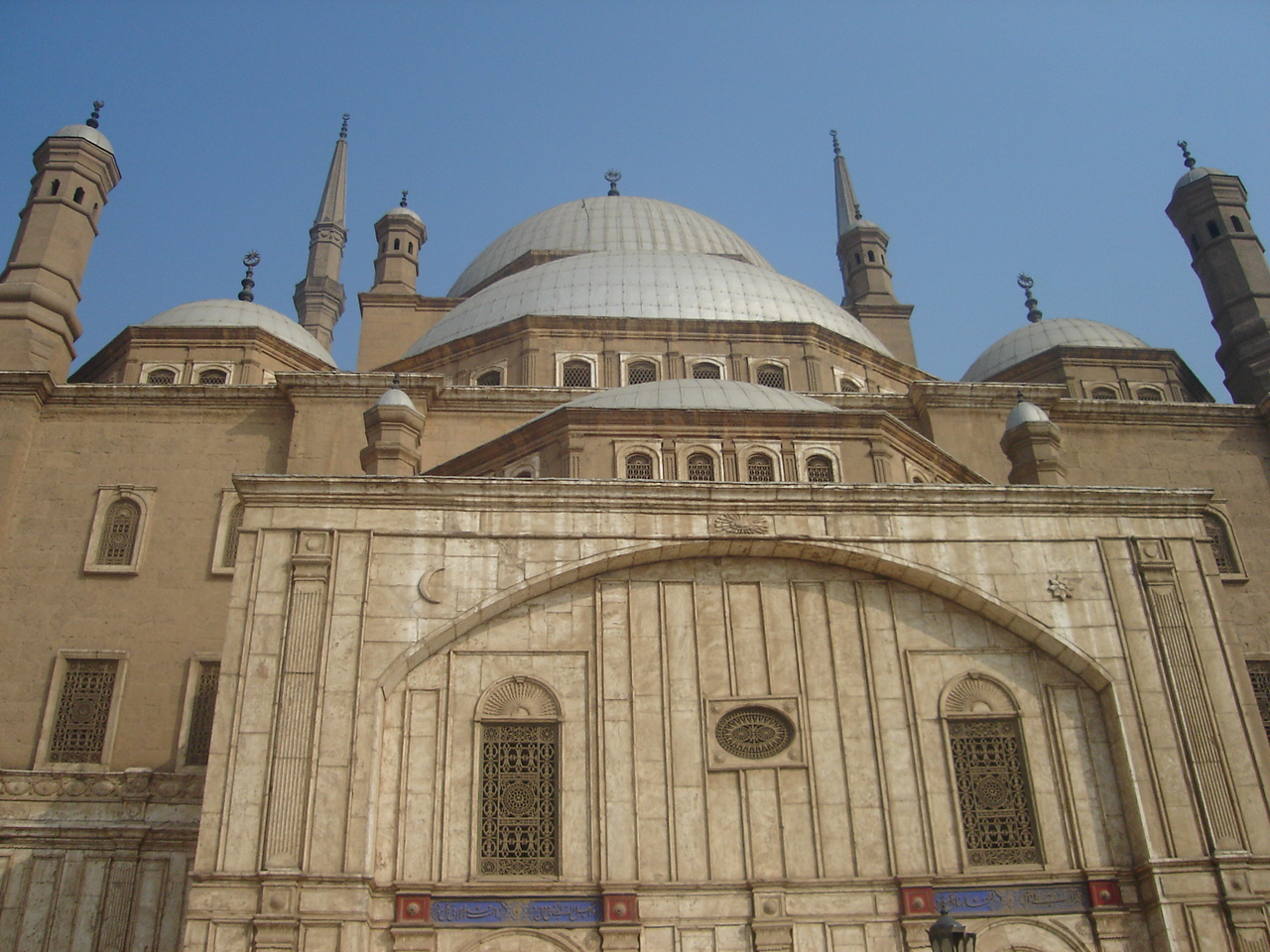
Prospetto principale della Moschea di Muhammad Ali, la Moschea di Alabastro
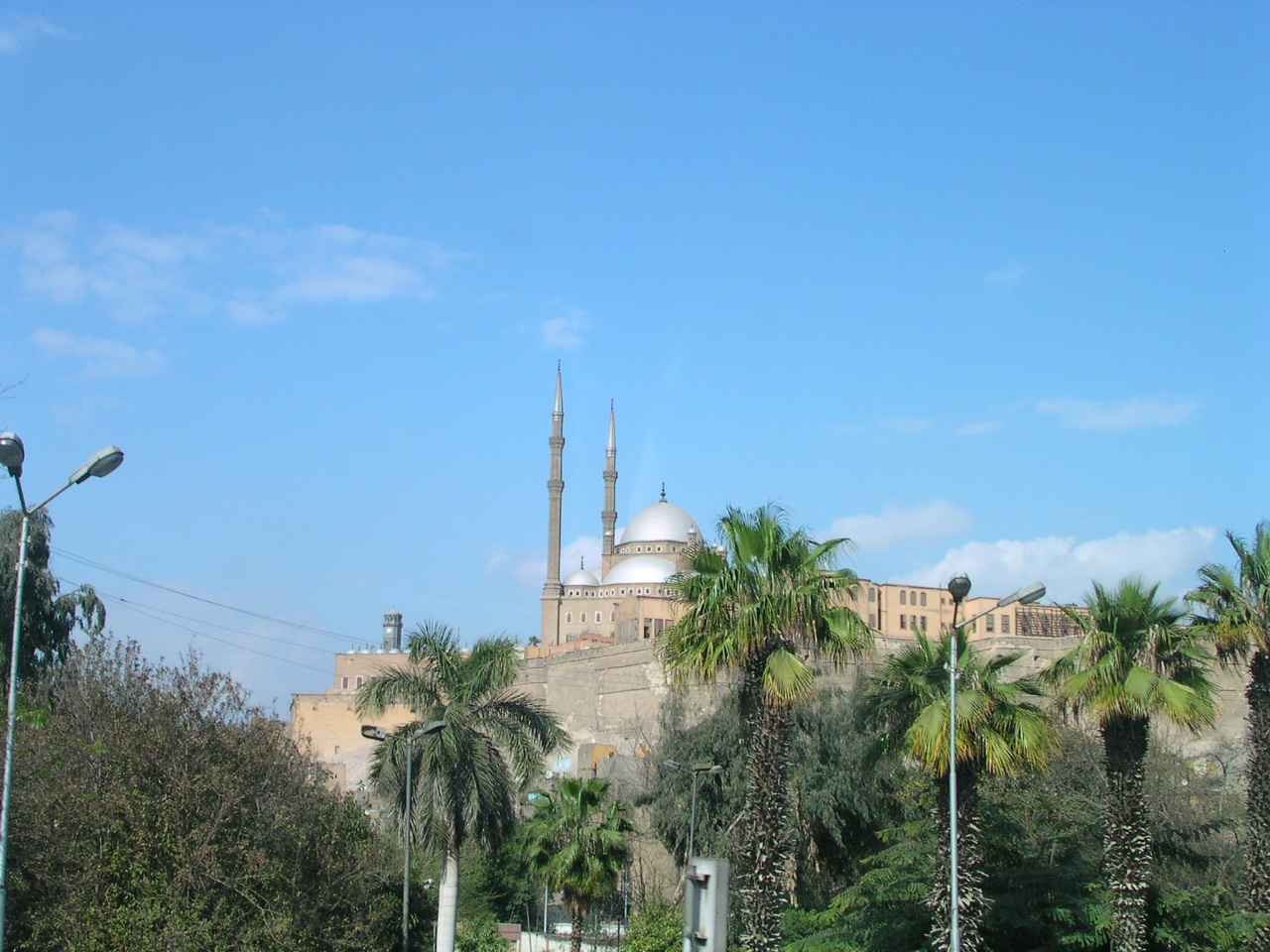
Panorama sulla Moschea di Muhammad Ali, mausoleo di Mehmet Ali
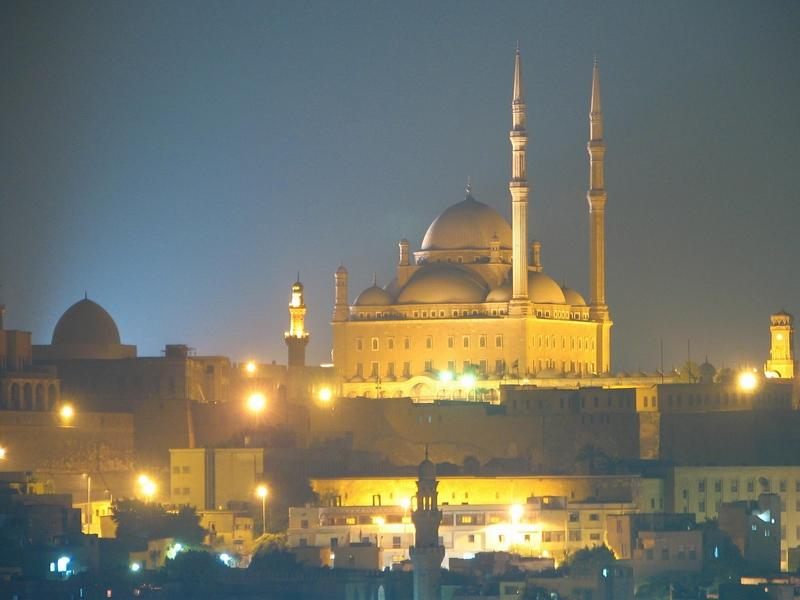
Veduta notturna della collina di Moukkattam, su cui sorge Cittadella del Cairo
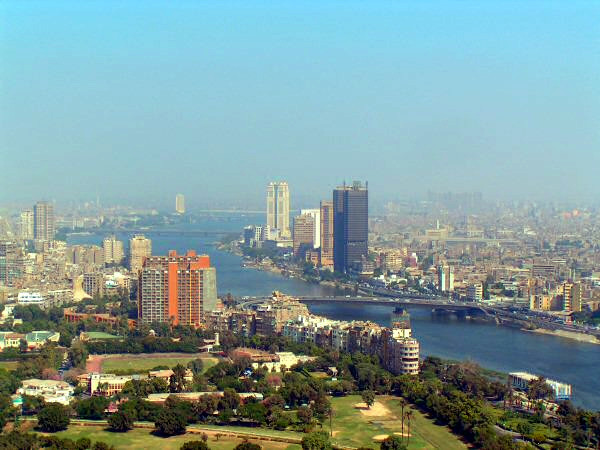
Una veduta del Nilo e del centro moderno del Cairo di giorno
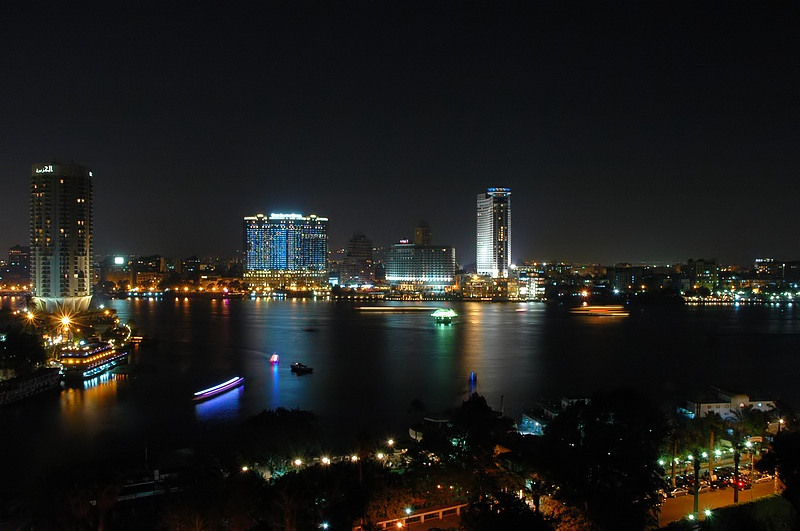
Una veduta del Nilo e del centro moderno del Cairo di notte
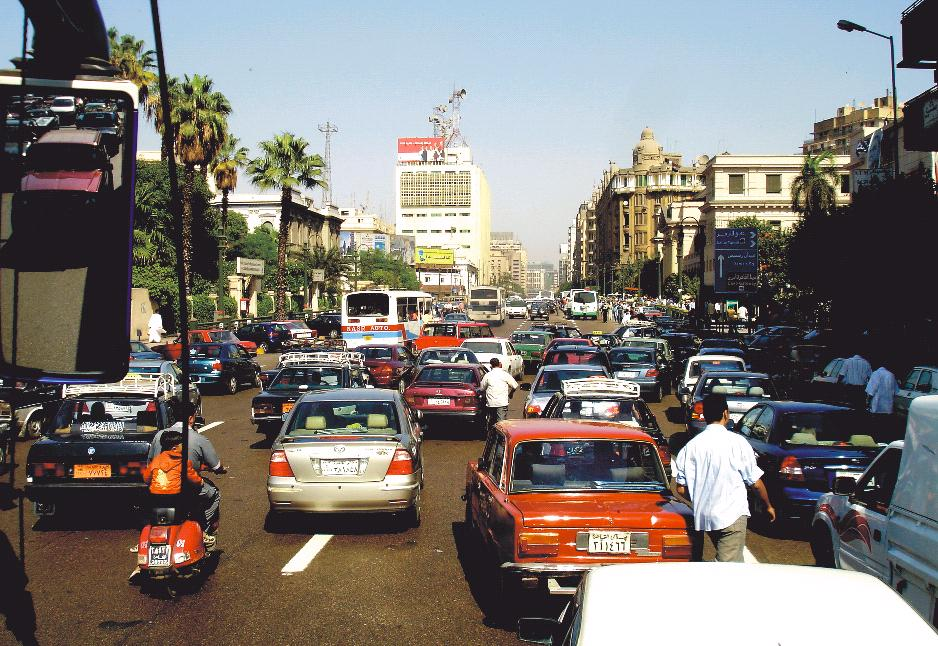
Il traffico caotico del Cairo
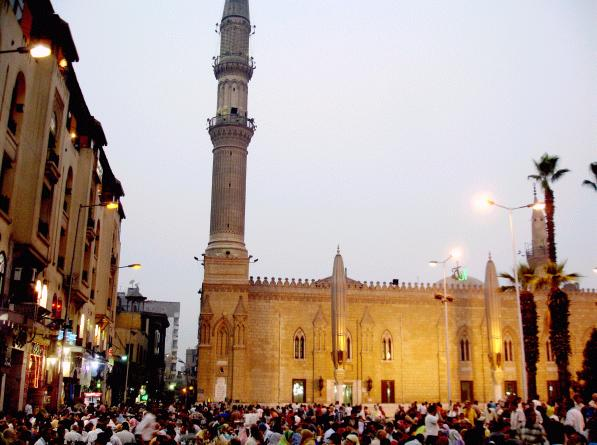
Il bazar, detto Khan el-Khalili, nel periodo di Ramadan. La moschea sullo sfondo è quella di Sayyidnā al-Ḥusayn, "Nostro signore al-Ḥusayn"
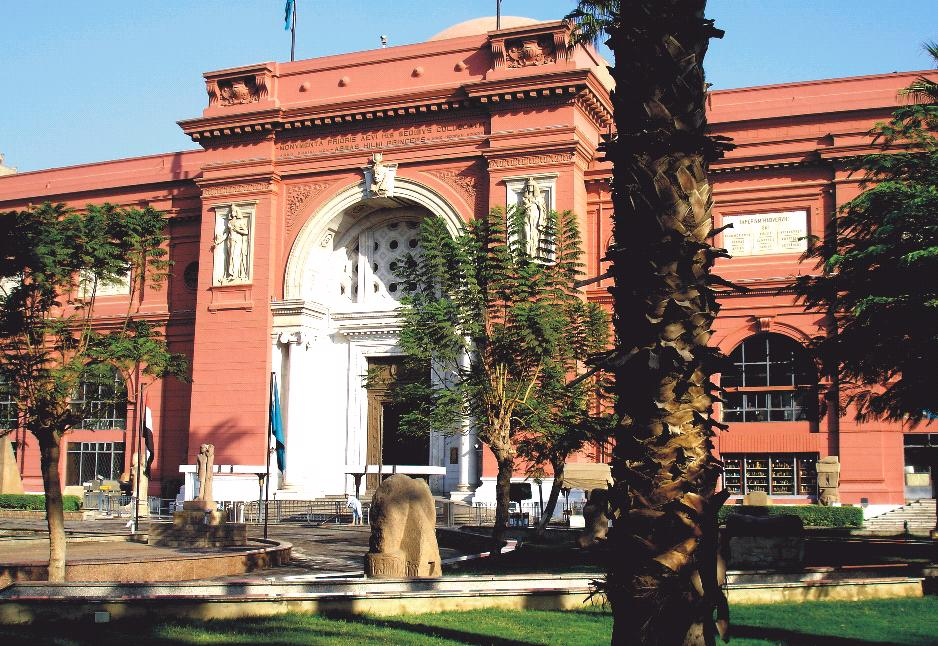
Museo Egizio del Cairo, eretto all'epoca del Chedivè ʿAbbās Ḥilmī
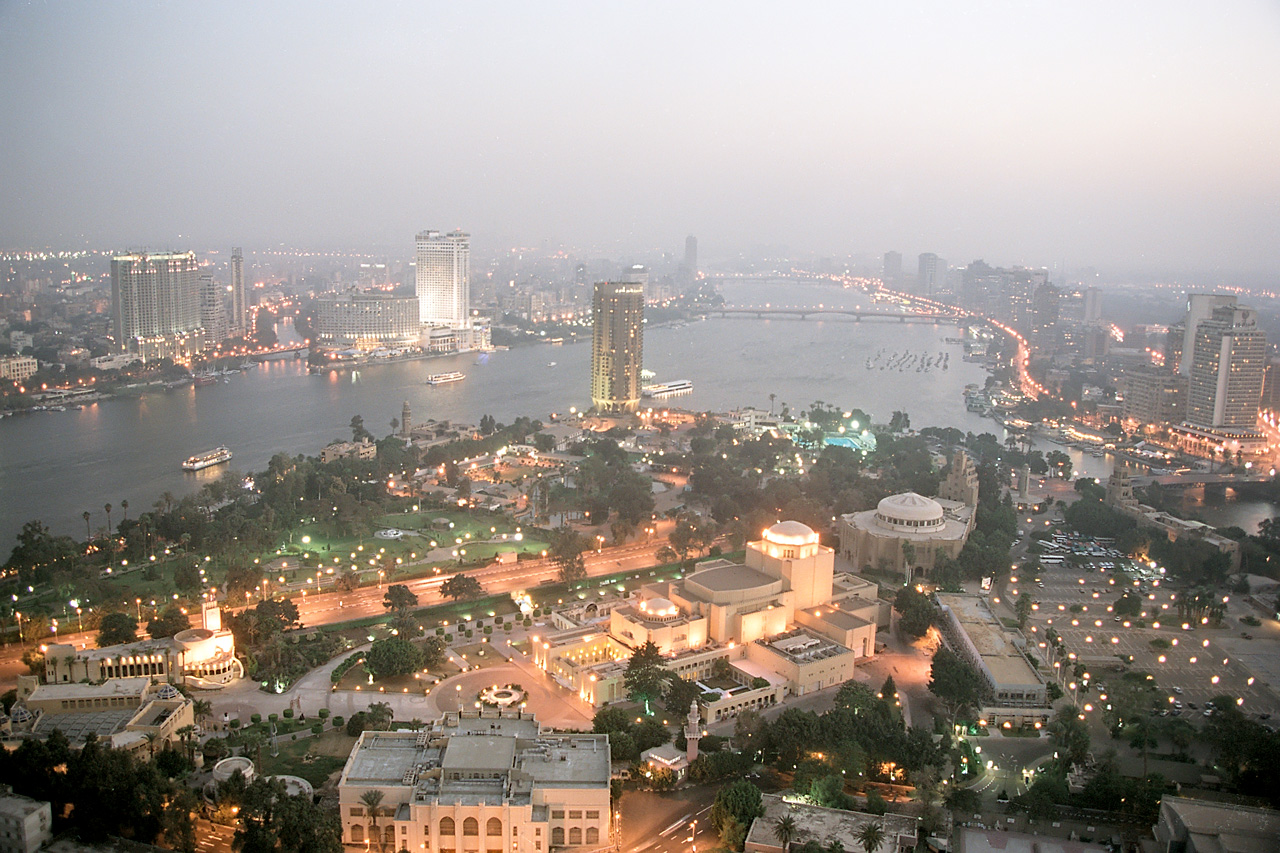
Vista panoramica dell'isola Gezira, scattata dalla Torre del Cairo

## Gemellaggi

### Africa
- Algeri, dal 1982

- Khartoum
- Orano, dal 2002

- Tunisi, dal 1987
- Lagos

### America
- Bogotà, dal 2010
- Città del Messico, dal 1999
- Dallas, dal 1996
- Lima, dal 2003
- New York, dal 1982
- Ottawa, dal 1989
- San Paolo, dal 2005
- Port-au-Prince

### Asia
- Amman, dal 1988
- Ankara, dal 2004
- Astana, dal 1999
- Baghdad, dal 1978
- Chennai, dal 2000
- Dubai, dal 2004
- Esfahan, dal 1982
- Jeddah, dal 1988
- Kuwait City, dal 1994
- Pechino, dal 1990[13]
- Sana'a, dal 1990
- Seul, dal 1997
- Tokyo, dal 1990
- Xi'an, dal 1997

### Europa
- Atene
- Madrid, dal 1992
- Francoforte sul Meno, dal 1979
- Istanbul, dal 1988
- Minsk, dal 1998
- Mosca, dal 2003
- Sarajevo, dal 2006
- Stoccarda, dal 1979

### Oceania
- Sydney, dal 1988